# Wildtierbestand in Namibia

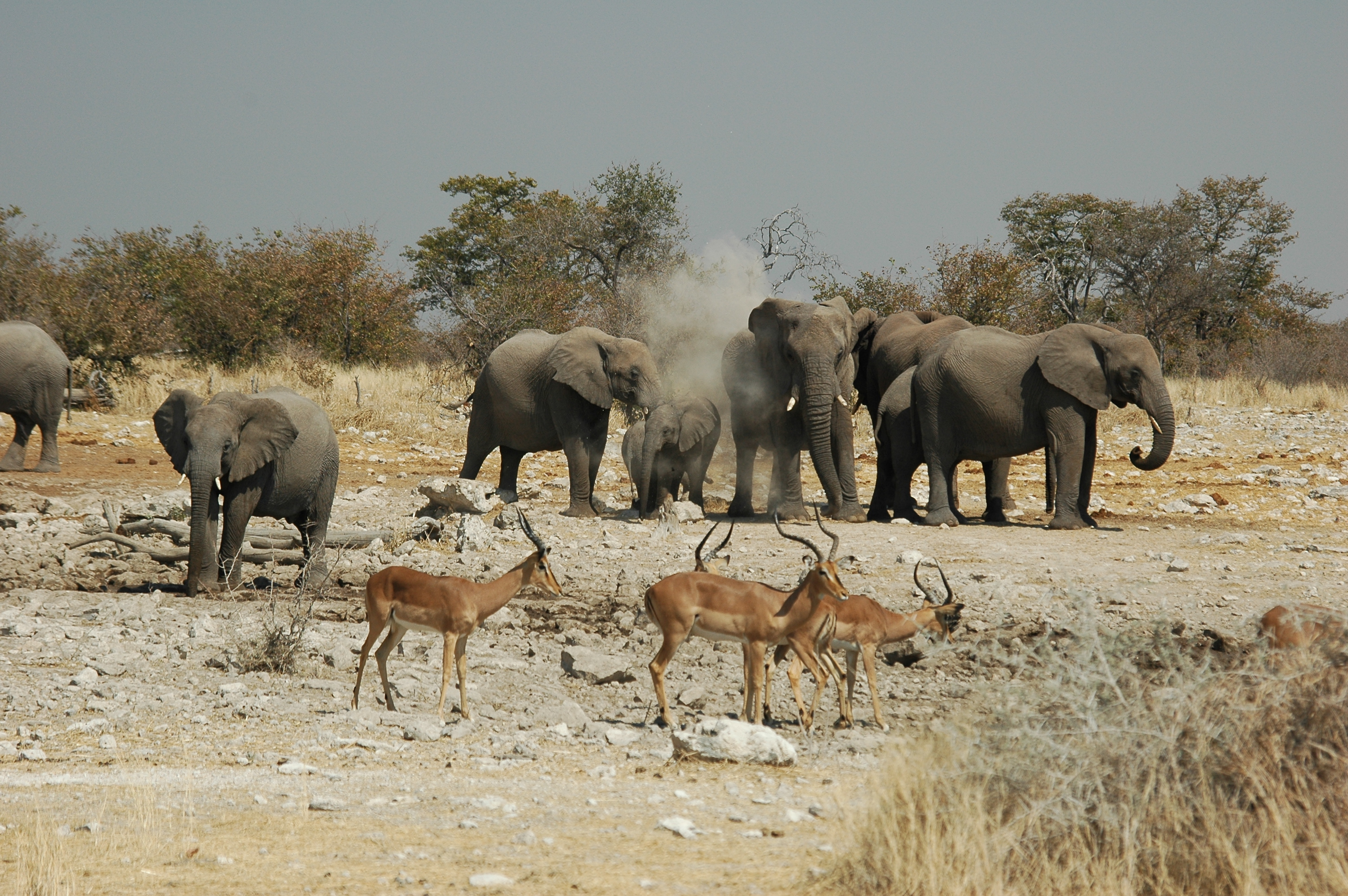
Elefanten im Etosha-Nationalpark

In Namibia, im südlichen Afrika gelegen, sind etwa 17 Prozent der Landesfläche unter staatlichen Naturschutz gestellt. Außerdem werden etwa 21 Prozent der Landesfläche durch zahlreiche private Initiativen, wie zum Beispiel die sogenannten Conservancies, geschützt. Seit Mitte der 1960er Jahre gehören alle Wildtiere dem Besitzer des Landes auf dem sie leben, seitdem hat sich der Wildtierbestand in Namibia, insbesondere auf privatem, kommerziellen Farmland, sehr positiv entwickelt. Es handelt sich vor allem um Antilopen, aber auch um afrikanisches Großwild wie Giraffen, Elefanten, Nashörner und Raubtiere.
Der größte Wildtierbestand befindet sich auf kommerziellem Farmland sowie in den staatlichen und privaten Naturschutzgebieten. Die Regionen nördlich des Etosha-Nationalparks – mit Ausnahme des Caprivizipfel – weisen aufgrund ihrer kommunalen Nutzung und der hohen Bevölkerungsdichte einen geringen Wildtierbestand auf.

## Zählung und Bestand
In staatlichen Schutzgebieten sowie großen privaten Naturschutzgebieten wird in aller Regel alle zwei bis fünf Jahre eine wissenschaftliche Tierzählung beziehungsweise -erhebung mit Hilfe verschiedener statistischer Verfahren durchgeführt. In aller Regel werden nur größere Wildtiere beziehungsweise Säugetiere erfasst.
Für einige Tierarten die besonderen internationalen Schutz genießen, existieren unabhängige Bestandszahlen für ganz Namibia. Hierzu zählt der Elefant, dessen Bestand laut der IUCN (Stand 2013) in Namibia mindestens 16.054, möglicherweise auch bis zu 25.018 Tiere betrug. Dies entsprach einem Zuwachs von mehr als 30 Prozent gegenüber 2007. 2022 zählte man alleine in Teilen des namibischen Bereichs der Kavango-Zambezi Transfrontier Conservation Area (KAZA TFCA) 21.090 Elefanten. Das Breitmaulnashorn ist laut offiziellen Zahlen aus dem Jahr 2017 mit 975 Individuen vertreten (zum Vergl. 2009 laut CITES 370 Tiere.), das Spitzmaulnashorn mit 1857 Tieren (2009 laut CITES 1435). In Namibia befindet sich damit, neben Südafrika, die größte freilebende Population an Spitzmaulnashörnern weltweit; mit mehr als 3500 Geparden der ebenfalls größte Bestand dieser Art. Etwa 300 bis 600 Wildhunde kommen in Namibia vor (Stand 2014). Die Namibia Crane Working Group hat einen Bestand von maximal 19 Paradieskranichen ((Stand Mai 2017); 60 in 2009), 19 Klunkerkranichen (300 in 2009) und weniger als 5 Südafrika-Kronenkranichen ermittelt (50 in 2009; 5 in 2013). Die Namibia Nature Foundation (NNF) betreibt das System IRAS (englisch für Information System for Rare Species Management), das dem Management seltener Tierarten dient und unter anderem deren Verbreitungen erfasst.
Seit einigen Jahren hat Namibia, wie auch schon Südafrika seit einigen Jahren, mit verstärkter Wilderei auf Nashörner zu kämpfen. So wurden 2015 95 Nashörner, 2016 60 und bis Mitte Oktober 2017 27 Nashörner gewildert.
Das Ministerium für Umwelt und Tourismus (MET) erstellte 2004 eine Studie zur Wildtiernutzung in Namibia. Hierin wurde erstmals Bestandszahlen von Hauptwildarten für ganz Namibia veröffentlicht.
| Foto | Tierart                                                        | Bestand                               | Quelle/Jahr                                                               |
| ---- | -------------------------------------------------------------- | ------------------------------------- | ------------------------------------------------------------------------- |
|      | Südafrikanischer Seebär                                        | 1,4 Millionen                         | Fischereiministerium (2021)                                               |
|      | Kalahari-Springbock (siehe dazu auch Springböcke)              | 731.563                               | MET (2004)                                                                |
|      | Gemsbock (Oryx, Spießbock)                                     | 388.411                               | MET (2004)                                                                |
|      | Sambesi-Großkudu (siehe dazu auch Strepsiceros)                | 351.893                               | MET (2004)                                                                |
|      | Warzenschwein                                                  | 174.115                               | MET (2004)                                                                |
|      | Südafrikanische Kuhantilope (Hartebeest)                       | 125.088                               | MET (2004)                                                                |
|      | Hartmann's Bergzebra                                           | >132.000 72.736 24.000                | Red List (2016) MET (2004) Elly Hamunyela (2003)                          |
|      | Afrikanischer Strauß                                           | 45.673                                | MET (2004)                                                                |
|      | Eland (Elenantilope)                                           | 37.216                                | MET (2004)                                                                |
|      | Burchell's Steppenzebra                                        | 25.421                                | MET (2004)                                                                |
|      | Streifengnu                                                    | 22.292                                | MET (2004)                                                                |
|      | Schwarzfersenantilope                                          | 15.442                                | MET (2004)                                                                |
|      | Angola-Giraffe, wenige Süd-Giraffen (siehe dazu auch Giraffen) | 10.415–15.000                         | MET (2004) & Giraffe Conservation Foundation (2015)                       |
|      | Afrikanischer Elefant                                          | >21.090 23.700 9975                   | KAZA (2022) MET (2021) MET (2004)                                         |
|      | Leopard                                                        | 11.733 14.154 8000                    | MET et al. (2019) Stein et al. (2011) MET (2004)                          |
|      | Gepard                                                         | 2500–3500                             | MET (2004) & CCF (2011)                                                   |
|      | Ellipsen-Wasserbock (Wasserbock)                               | 3750–4475                             | NNF (2010) & MET (2004)                                                   |
|      | Schwarznasenimpala                                             | 3370                                  | MET (2004)                                                                |
|      | Flusspferd                                                     | 2447 1387–1562                        | KAZA (2022) NNF (2008) & MET (2004)                                       |
|      | Kaffernbüffel                                                  | 10.911 1365–20.000                    | KAZA (2022) MET (2004) & NNF (2008)                                       |
|      | Rappenantilope                                                 | 1200–1233                             | NNF (2008) & MET (2004)                                                   |
|      | Spitzmaulnashorn                                               | 1857 1113–>1500                       | SRP (2017) MET (2004) & MET (2009) & CITES (2009)                         |
|      | Pferdeantilope                                                 | 800–1090                              | NNF (2008) & MET (2004)                                                   |
|      | Löwe                                                           | 800 660 1000–1600 1113–1644 (562–894) | MET (2020) MET (2018) AfriCat (2015) MET (2012) (MET (2004) & DLC (2011)) |
|      | Letschwe                                                       | 400–534                               | NNF (2008) & MET (2004)                                                   |
|      | Großriedbock                                                   | 200                                   | NNF (2008)                                                                |
|      | Breitmaulnashorn                                               | 975 >700 191–370                      | SRP (2017) MET (2018) MET (2004) & CITES (2009)                           |
|      | Tsessebe (Leierantilope)                                       | 177–350                               | MET (2004) & NNF (2008)                                                   |
|      | Puku                                                           | 50–1000                               | NNF (2008)                                                                |
|      | Strandwolf (Schabrackenhyäne)                                  | 800–1200                              | BHRP                                                                      |
|      | Tüpfelhyäne                                                    | 5000–8800                             | BHRP                                                                      |
|      | Nyala                                                          | 250                                   | IUCN                                                                      |
|      | Wasservögel                                                    | 228.484 - 92 Arten                    | MET (2009)                                                                |

### Ausgewählte Wildtierzählungen

#### Staatliche Gebiete
Nachstehende Tabelle gibt einen Überblick über die erfassten Bestände ausgewählter Tierarten in ausgewählten staatlichen Schutzgebieten und anderen staatlichen Gebieten.
| Gebiet                                     | Büffel | Elefant | Giraffe | Gnus  | Impalas | Kudu  | Oryx | Pferde- antilope | Rappen- antilope | Spring- bock | Stein- böckchen | Strauß | Zebras        | Stand     |
| ------------------------------------------ | ------ | ------- | ------- | ----- | ------- | ----- | ---- | ---------------- | ---------------- | ------------ | --------------- | ------ | ------------- | --------- |
| Etosha (22275 km²)                         |        | 2611    | 3143    | 4244  |         |       | 5690 |                  |                  | 15550        |                 | 3345   | 12982 2 802 1 | 2005 2012 |
| Hardap (238 km²)                           |        |         |         |       |         | 28 ▼  | 97 ▼ |                  |                  | 880 ▼        |                 | 0 ▼    | 102 1 ▲       | Juni 2022 |
| Khaudum (Nord)                             |        | 2602 ▲  | 45 ▼    | 176 ▲ |         | 473 ▲ | 80 ▲ |                  | 517 ▲            |              | 4 ▼             | 35 ▲   |               | 2015      |
| Khaudum ink. Nyae-Nyae                     |        | 8745    | 604     | 2642  |         | 838   | 1582 |                  | 937              | 19           |                 | 759    | 144 2         | 2022      |
| Sambesi-Region inkl. Bwabwata-Nationalpark | 10.830 | 12.345  | 214     | 434   | 3635    | 690   |      | 319              | 3430             |              |                 | 212    | 12.597 2      | 2022      |
| Waterberg-Plateau-Park (405 km²)           | 1600 ▲ |         |         |       |         |       |      |                  |                  |              |                 |        |               | Mai 2018  |

#### Communal Conservancies und Private Schutzgebiete
Nachstehende Tabelle gibt einen Überblick über die erfassten Bestände ausgewählter Tierarten in ausgewählten privaten Schutzgebieten und Communal Conservancies.
| Gebiet                                       | Büffel | Elefant | Giraffe   | Gnus   | Impalas | Kudu      | Oryx      | Pferde- antilope | Rappen- antilope | Spring- bock | Stein- böckchen | Strauß | Zebras   | Stand     |
| -------------------------------------------- | ------ | ------- | --------- | ------ | ------- | --------- | --------- | ---------------- | ---------------- | ------------ | --------------- | ------ | -------- | --------- |
| Kavango-Ost (2 Conservancies)                |        |         | 140–607 ▬ |        |         | 100–450 ▬ | 108–894 ▼ | 203–1467 ▼       |                  |              |                 |        |          | Juli 2023 |
| NamibRand-Naturreservat (1942 km²)           |        |         |           |        |         |           | 6650 ▲    |                  |                  | 2944 ▲       |                 | 144 ▲  | 440 2 ▲  | Mai 2016  |
| Nordwest inkl. Kunene-Volkspark (69.000 km²) |        | 57 ▼    |           |        |         | 701 ▼     | 1613 ▲    |                  |                  | 73.530 ▲     | 12.484 ▲        |        | 5970 1 ▲ | Mai 2024  |
| Nordzentral (6564 km²)                       |        |         | 23 ▲      |        |         |           | 160 ▼     |                  |                  | 3156 ▲       | 2478 ▲          | 517 ▬  | 188 2 ▲  | Juni 2023 |
| Süden (8000 km²)                             |        |         |           |        |         | 132 ▼     | 110 ▼     |                  |                  | 1430 ▼       | 318 ▼           | 198 ▲  |          | Mai 2024  |
| Gondwana Canyon Park (1160 km²)              |        |         |           |        |         | 21 ▼      | 171 ▼     |                  |                  | 242 ▼        |                 | 14 ▼   | 106 1 ▼  | Juni 2025 |
| Gondwana Kalahari Park (100 km²)             |        |         | 12        | 220    |         | 70        | 230       |                  |                  | 1100         |                 | 100    | 70 2     | Juni 2018 |
| Nyae-Nyae & Nǂa-Jaqna                        |        | 2856 ▲  |           | 8295 ▲ |         | 2580 ▲    | 370 ▼     | 460 ▲            |                  |              | 2220 ▲          | 290 ▲  |          | Juli 2023 |
| Doro !Nawas                                  |        | 75      | 45        |        |         | 150       | 700       |                  |                  | 3800         | 100             | 180    | 700 1    | Juni 2001 |

## Nutzung
Der Wildtierbestand in Namibia wird kommerziell genutzt und trug 2004 etwa 700 Millionen Namibia-Dollar zum Bruttoinlandsprodukt bei. Dabei unterscheidet das Umweltministerium vor allem drei verschiedene Kernbereiche:
- Nutzung durch Touristen in Form von zum Beispiel Fotosafaris: N$ 434,29 Millionen
- Nutzung durch Jagd: N$ 134,45 Millionen
- Nutzung durch Wildtierhandel: N$ 70,05 Millionen[50][51]